# جرج هورین
جرج هورین (انگلیسی: George Horine; february ۳, ۱۸۹۰ – ۲۸ نوامبر ۱۹۴۸ (۵۸ ساله)) ورزشکار دو و میدانی اهل ایالات متحده آمریکا بود.
وی در مسابقات کشوری و بین‌المللی در مجموع برندهٔ ۱ مدال برنز شده‌است.